# André Van den Steen
André Van den Steen (* 22. September 1956 in Wetteren; † 13. März 1980 in Gent) war ein belgischer Radrennfahrer.
Van den Steen gewann 1976 das Eintagesrennen Circuit du Hainaut und die erste Etappe der DDR-Rundfahrt 1976, gleichzeitig das 70. Straßenradrennen Rund um Berlin um den Großen Preis der Berliner Zeitung.